# Joseph Petric
Joseph Petric (ur. 8 października 1952 w Guelph w Ontario) – kanadyjski kompozytor, muzykolog, akordeonista i pedagog. Laureat nagrody Award of Merit (2013). W 2009 roku mianowany Ambasadorem Muzyki Kanadyjskiej.

## Życiorys
Joseph Petric urodził się w 1952 roku w Guelph (Ontario). Jego rodzice byli uchodźcami ze Słowenii. Naukę gry na akordeonie rozpoczął w wieku 5 lat, w domu rodzinnym. Edukację muzyczną rozpoczął w 1969 roku w Royal Conservatory w Toronto. W 1975 uzyskał tytuł Bachelor in Music. Naukę kontynuował na kierunku muzykologii, który ukończył w 1977 roku.

## Twórczość
Petric zadebiutował publicznie w 1979 roku w Toronto. W 1986 roku miał miejsce jego debiut w USA, a w 1992 w Wielkiej Brytanii. Do 2019 roku nagrał 32 płyty. 
Petric wykonuje muzykę oryginalną, transkrybowaną, dzieła kameralne, solowe i koncerty akordeonowe. Jest wykonawcą zarówno muzyki dawnej, jak i współczesnej, w tym utworów z towarzyszeniem muzyki elektronicznej i wizualizacji wideo. Gra na akordeonie klawiszowym, guzikowym i akordeonie typu bajan.
Petric bada również związki anatomii i gry na akordeonie. Między innymi odkrył wpływ pozycji, jaką podczas gry przymuje muzyk na jakość gry, zajmował się sposobem dopasowania pasów akordeonu czy wykorzystaniem podkładki pod lewą nogą akordeonisty.

## Nagrody
- 1980 - nagroda CBC National Radio Auditions (Petric otrzymał ją, jako pierwszy akordeonista w historii)[4];
- 2002 - nominacja do nagrody JUNO za najlepszą kompozycję 2002 roku za nagranie Orbiting Garden[2];
- 2005 - nagroda Friend of Canadian Music Award przez Canadian Music Centre (Joseph Petric otrzymał nagrodę jako pierwszy kanadyjski instrumentalista)[2];
- 2009 - Prix Opus dla najlepszego koncertu w 2009 roku (wraz z niemieckim tenorem Christophem Pregardienem)[2];
- 2010 - Prix Opus Best Recording (ATMA)[2];
- 2013 - Award of Merit nagroda przyznawana przez Confederation Internationale des Accordeonistes[1].